# ديفيد وولف (لاعب هوكي جليد)
ديفيد وولف (بالألمانية: David Wolf)‏ هو لاعب هوكي جليد ألماني، ولد في 15 سبتمبر 1989 في دوسلدورف في ألمانيا.

## وصلات خارجية
- ديفيد وولف على موقع دوري الهوكي الوطني (الإنجليزية)
- ديفيد وولف على موقع EliteProspects.com (الإنجليزية)
- ديفيد وولف على موقع Eurohockey.com (الإنجليزية)
- ديفيد وولف على موقع HockeyDB.com (الإنجليزية)
- ديفيد وولف على موقع Hockey-Reference.com (الإنجليزية)
- ديفيد وولف على موقع أوليمبيديا (الإنجليزية)